# Say My Name
Pour l’article homonyme, voir Say My Name (chanson de David Guetta, Bebe Rexha et J Balvin).
Singles de Destiny's Child
Bug a Boo
(1999) Jumpin', Jumpin'
(2000)
Say My Name est une chanson à succès du groupe américain de R'n'B Destiny's Child. La chanson est le troisième single extrait de l'album The Writing's on the Wall. Elle est sortie sous le label Columbia en 2000. Ce single est le plus gros succès des quatre singles de l'album et est considéré comme une des chansons phares des Destiny's Child. 
La chanson remporte le prix de la meilleure performance R'n'B par un duo ou un groupe avec chant et celui de la Meilleure chanson R&B et a reçu deux nominations pour l'enregistrement de l'année et la chanson de l'année aux Grammy Awards de 2001 et gagne également un MTV Video Music Award.

## Chants
- Chants: Beyoncé Knowles (2 couplets) et LeToya Luckett (2 couplets en écho, une partie du pont et refrain)
- Choristes: Beyoncé Knowles, Kelly Rowland, LeToya Luckett et LaTavia Roberson

## Contexte et écriture
Le producteur et auteur-compositeur américain Rodney Jerkins a été l'une des personnes embauchées pour travailler sur le second album des Destiny's Child, The Writing's on the Wall. C'est sa première collaboration avec le groupe. Lors de l'écriture de Say My Name,  Beyoncé a tout d'abord été insatisfaite. Elle a trouvé qu'il y avait « trop de choses » sur la chanson et qu'elle ressemblait à une « jungle ».
Pendant la séance photo de l'album, le père et manager de Beyoncé, Mathew Knowles, est allé au studio pour l'informer que Jerkins avait retravaillé la chanson qu'elle « détestait ». Il a ajouté qu'elle « n'avait qu'à l'écouter ». Ils ont apprécié le nouveau mix, avouant qu'ils ne pouvaient de toute façon pas « se concentrer sur quoi que ce soit ».

## À propos de la chanson
Say My Name évoque le personnage de la chanteuse principale des Destiny's Child Beyoncé Knowles appelant au téléphone son petit ami qu'elle soupçonne de tromperie. Elle lui demande de « dire son nom ». Le jeune homme hésite, ce qui semble prouver qu'il est avec une autre fille, devant laquelle il ne veut pas prononcer ni le nom de Beyoncé ni « les trucs [qu'il] lui a dit hier soir ». Rodney Jerkins accompagne les paroles de la chanson avec une piste qui oscille en dynamique, et qui amène régulièrement des éléments différents (rythme, programme de batterie 808,  cordes synthétisées, et un style des années 1970 wah-wah dans le lèchement des guitares) à l'intérieur et hors du mix. Beyoncé chante principalement sur les couplets et le pont de la chanson. Elle dirige la mélodie dans la première partie du refrain, et chante au-dessus du refrain. L'ancienne membre LeToya Luckett chante la seconde partie du refrain. Kelly Rowland chante avant en disant « autour de toi », « t'aime », « louche », et « bébé » en dessous de LeToya. LaTavia Roberson chante la mélodie en dessous LeToya. Même si elle ne sera pas dans la vidéo, c'est l'une des deux chansons des Destiny's Child dans laquelle LeToya Luckett chante.

## Clip vidéo
En décembre 1999, des questions sur le partage de l'argent apparaissent. Knowles aurait mal partagé les bénéfices du groupe en favorisant sa fille Beyoncé et Kelly Rowland. Luckett et Roberson demandent alors au manager Mathew Knowles de les payer plus. Elles étaient, sans le savoir, virées du groupe, et Mathew Knowles avait déjà embauché Farrah Franklin et Michelle Williams pour les remplacer. Sur ces événements, la vidéo est finalement tournée en janvier 2000, laissant peu de temps aux deux nouveaux membres pour apprendre la chorégraphie. Lorsque le clip vidéo de Say My Name est diffusé pour la première fois le 15 février 2000, le public est choqué de constater l'absence de Luckett et Roberson, remplacées par Franklin et Williams. Franklin, Williams, Knowles et Rowland apparaissent donc dans le clip. Il est diffusé sur MTV et BET en même temps qu'un communiqué de presse annonce le changement des membres du groupe.
Le clip fait apparaître les membres du groupe, avec deux danseuses et un danseur dans différentes pièces de couleur rappelant des salons d'appartements. Beyoncé est habillée en orange dans une pièce orange, Kelly en bleu dans une pièce bleue, la nouvelle venue, Farrah, en rouge dans une pièce rouge et Michelle, en blanc, dans une pièce blanche. Le script initial du clip comportait plus de chorégraphies mais les nouvelles membres ont été incapables de danser en talons aiguilles comme leurs anciennes collègues, à cause du faible temps de préparation qu'elles avaient à disposition. Les réalisateurs ont donc demandé aux filles de s'asseoir, en prenant diverses poses, synchronisées avec la rythmique de la musique. Après le premier couplet et le refrain les filles changent de pièces mais conservent leurs couleurs de vêtements et de canapés. Peu de temps après le second couplet au cours de la « pause », Beyoncé, Kelly, Michelle et Farrah sont toutes réunies dans un garage avec des voitures de sport noires en arrière-plan. Elles portent toutes un pantalon moulant en cuir noir, ainsi qu'un top orange moulant. Les danseurs et danseuses sont également vêtus de tenues noires ou de couleurs sombres. Les danseurs réalisent une danse tournante qui sera reprise dans le live jusqu'à leur come-back en 2005. Avec la reprise du refrain, le clip se poursuit avec une alternance de scènes dans les salons du début du clip et dans le garage.
Le clip vidéo est présent dans la compilation vidéo The Platinum's on the Wall et sur l'édition DualDisc de l'album Number 1's.

## Action en justice
Luckett et Roberson ont déclaré ne pas savoir qu'elles ne faisaient plus partie du groupe avant d'avoir constaté leur absence dans le clip de Say My Name. Elles ont intenté un procès contre Beyoncé Knowles, Kelly Rowland, et le manager des Destiny's Child, Mathew Knowles pour ce qu'elles considéraient comme étant un complot visant à ruiner leurs carrières. En fin d'année, Luckett et Roberson ont décidé d'abandonner les poursuites contre leurs collègues du groupe, mais de maintenir celles à l'encontre de Mathew Knowles.
Un an plus tard, après plusieurs mois de spéculations de la part des médias, MTV annonce sur son site internet que Luckett et Roberson ont créé un nouveau groupe appelé Anjel. Après plusieurs auditions, Naty Quinones et Tiffany Beaudoin sont retenues pour venir compléter le groupe. Elles enregistreront ensemble une démo de 22 titres à Atlanta, Georgie, avec l'aide du groupe de R&B Jagged Edge. Cependant, leur maison de production (581 Entertainment) déposera le bilan avant la sortie du disque, laissant les membres du groupe partir vers des projets en solos. Les pistes de la maquette se retrouveront tout de même sur internet.

## Liste des pistes
Promo CD Single États-Unis
1. Say My Name (Version album) : 4:28
2. Say My Name (Remix Timbaland) : 5:02

Maxi CD Single États-Unis
1. Say My Name (Version album) : 4:28
2. Say My Name (Remix Timbaland) : 5:02
3. Say My Name (Maurice's Last Days Of Disco Millennium Mix) : 7:35
4. Say My Name (Daddy D Remix w/ Rap) : 4:48
5. Say My Name (version album) (avec Kobe Bryant) : 4:27

CD Single Part 1 Royaume-Uni
1. Say My Name (Single Mix)
2. Say My Name (Storm Mix par Tariq)
3. Say My Name (Remix Timbaland) : 5:02

CD Single Partie 2 Royaume-Uni
1. Say My Name (Dreem Teem Club Mix)
2. Say My Name (Noodles Mix)
3. Say My Name (Maurice's Bass 2000 Mix)
4. inclut un poster

CD Single Allemagne
1. Say My Name (Version Radio) : 3:46
2. Say My Name (Version Album) : 4:28
3. Say My Name (Remix Timbaland) : 5:02
4. Say My Name (Version Album) (avec Kobe Bryant) : 4:27
5. Say My Name (Daddy D Remix w/o Rap) : 4:48

CD Single Europe COL 668851 2
1. Say My Name (Version Album) : 4:28
2. Say My Name (Remix Timbaland) : 5:01
3. Say My Name (Version Album) (avec Kobe Bryant) : 4:27
4. Say My Name (Daddy D Remix w/o Rap) : 4:48

CD Single Bonus Australie
1. Say My Name (Version Album) : 4:28
2. Say My Name (A cappella) : 4:00
3. Say My Name (Instrumentale) : 4:27
4. Bills, Bills, Bills (Version Album) : 4:14

## Remixes
Plusieurs remixes de Say My Name ont été réalisés. Deux versions alternatives majeures sont celle de Timbaland, qui comporte différentes voix (Kelly sur le premier couplet en première voix de chœurs), paroles et une apparition de Static Major, et la Nitro Remix version (avec la participation de Nitro et Chief,avec une production de Mista Maze), qui utilise la voix originale sur une piste d'accompagnement dans un style Miami bass. Il y a un autre remix avec le joueur-rappeur des Los Angeles Lakers Kobe Bryant. Le Remix Maurice contient des voix ré-enregistrées supplémentaires de Beyoncé (sur les couplets, ad-libs) et de Kelly, LeToya et Latavia (pont), arrangé par Maurice Joshua.

## Récompenses
Say My Name gagne deux Grammy Awards en 2001: celui de la meilleure performance R'n'B par un duo ou un groupe avec chant et celui de la meilleure chanson R'n'B. Le clip vidéo de la chanson gagne le MTV Video Music Award de la meilleure vidéo R'n'B de 2000. Il gagne également un Soul Train Lady of Soul Award pour le « Meilleur single pour un groupe, ou un duo R'n'B/Soul » pour Say My Name avec également un BMI Pop Award pour « la chanson le plus jouée ».

## Ventes
Say My Name débute à la 83e place du Hot 100 le 25 décembre 1999 et atteint sa meilleure position vingt semaines plus tard après avoir vendu 134 000 singles physiques durant sa première semaine de vente au détail. Bien que ce soit le titre des Destin's Child qui a mis le plus de temps à atteindre la première place, c'est également le titre phare du groupe puisqu'il dépasse largement la popularité de No, No, No qui, avant cette sortie, était leur seul vrai hit international.
Produit par Rodney "Darkchild" Jerkins et écrit par Jerkins, son frère Fred, LaShawn Daniels, et les membres des Destiny's Child, Say My Name atteint la première place du Billboard Hot 100, du classement Hot 100 Airplay et du Billboard Hot R&B/Hip-Hop Singles & Tracks aux États-Unis pendant trois semaines en 2000, du 11 mars 2000 au 1er avril. La chanson a été également numéro un en Australie. Il atteint également son meilleur classement à cette date au Royaume-Uni avec une troisième place et 190 000 exemplaires vendus. Say My Name était le second single de Destiny's Child à devenir numéro un aux États-Unis, suivant celui de l'année précédente Bills, Bills, Bills.
La chanson restera 32 semaines dans le Hot 100 et sera un des dix CD-singles les plus vendus de l'année aux États-Unis. C'est en fait le troisième single du groupe le plus vendu dans leur pays d'origine après No, No, No et Bills, Bills, Bills et c'est également leur single certifié disque d'or par le RIAA.
La chanson marque pour les Destiny's Child leur premier numéro un en Asie. Ce single a permis au groupe de percer dans le marché asiatique, quand la musique R'n'B commençait tout juste à être diffusée fortement. Aux Philippines, c'est le single numéro un le plus long pour un groupe R'n'B féminin, restant numéro un pendant sept semaines.
En Australie, c'est le deuxième enregistrement d'un groupe R'n'B à atteindre la première place dans le classement des singles ARIA derrière No Scrubs de TLC et a aidé The Writing's on the Wall à devenir plusieurs fois disques de platines.
Le single est sept fois disque de diamant pour ses ventes à l'étranger.

### Classements
| Classement (2000)               | Meilleure position |
| ------------------------------- | ------------------ |
| Australie                       | 1                  |
| Belgique (Néer.)                | 19                 |
| Belgique (Fr.)                  | 7                  |
| Pays-Bas                        | 7                  |
| France                          | 10                 |
| Allemagne                       | 14                 |
| Irlande                         | 15                 |
| Nouvelle-Zélande                | 4                  |
| Norvège                         | 8                  |
| Suède                           | 16                 |
| Royaume-Uni                     | 3                  |
| Billboard Hot 100               | 1                  |
| Billboard Hot R&B/Hip-Hop Songs | 1                  |
| Billboard Pop Songs             | 3                  |
| Billboard Radio Songs           | 1                  |

## Reprises

### Version de Dimitri Vegas & Like Mike et Regard
Singles par Dimitri Vegas & Like Mike
The Anthem (Der Alte)
(2019)
Singles par Regard
Secrets
(2020)
Clip vidéo
[vidéo] « Say My Name », sur YouTube
Say My Name a été remixée par les disc jockeys belges Dimitri Vegas & Like Mike et kosovar Regard. Cette version est sortie le 24 avril 2020 en single.

#### Liste de titres
| 1. | Say My Name | 2:39 |

#### Classements hebdomadaires
| Classement (2020)                       | Meilleure position |
| --------------------------------------- | ------------------ |
| Allemagne (Airplay Charts)              | 77                 |
| Belgique (Flandre Ultratop 50 Singles)  | 30                 |
| Belgique (Flandre Ultratop 50 Dance)    | 6                  |
| Belgique (Flandre Ultratop 50 Airplay)  | 19                 |
| Belgique (Wallonie Ultratip 50)         | 14                 |
| Belgique (Wallonie Ultratop 50 Dance)   | 14                 |
| États-Unis (Hot Dance/Electronic Songs) | 35                 |
| Pays-Bas (Nederlandse Tipparade)        | 1                  |
| Pays-Bas (Single Top 100)               | 105                |

#### Historique de sortie
| Pays / Région | Date            | Format                       | Label | Réf.   |
| ------------- | --------------- | ---------------------------- | ----- | ------ |
| Divers        | 24 juillet 2020 | - Téléchargement - streaming | Epic  | [ 25 ] |

### Autres reprises
En 2002, le groupe de nu metal australien Sick Puppies a fait une reprise de Say My Name. Caractérisée par des samples et des lignes de basse très Flea-esque, ce titre était censé faire partie de leur prochaine album en 2001 Welcome to the Real World.  Le groupe utilise la chanson Brain Stew de Green Day comme musique d'accompagnement. Toutefois, en raison d'une menace de poursuite du label des Destiny's Child, cette chanson a été exclue de l'album. La mélodie du titre original a également été rejouée en version mineur, version qui ne contient que le refrain, en boucle. Les paroles sont également modifiées, et comportent un langage plus grossier. Ainsi, chaque refrain se termine par : « Tu sembles cacher quelque chose, tu ne m'appelle plus bébé, c'est quoi cette merde ? ». Le groupe jouera la chanson en direct lors de leur tournée de 2009-2010.
En 2007, le groupe de rock indie de Chapel Hill, Superchunk,sort une reprise de Say My Name sur l'album Guilt By Association. L'album est une compilation de nombreux artistes qui reprennent des titres qu'ils ont toujours aimé, sans oser l'avouer.